# Theater in der Josefstadt
Het Theater in der Josefstadt of Josefstädter Theater is een theater in het achtste district van Wenen. 
Het theater werd opgericht in 1788 en is het oudste theater in Wenen dat nog steeds in gebruik is.
Het wordt beheerd door een particuliere entiteit met overheidssubsidies.